# Ла-Сьотат (кантон)
Ла-Сьота́т ( La Ciotat) — кантон во Франции, находится в регионе Прованс — Альпы — Лазурный Берег, департамент Буш-дю-Рон. Входит в состав округа Марсель.
Код INSEE кантона — 1308. Всего в кантон Ла-Сьотат входит 2 коммуны, из них главной коммуной является Ла-Сьота.
Население кантона на 2008 год составляло 37 920 человек.

## Коммуны кантона
| Коммуна  | Население, чел. (1999) | Почтовый индекс | Код INSEE |
| -------- | ---------------------- | --------------- | --------- |
| Ла-Сьота | 31 923                 | 13600           | 13028     |
| Сейрест  | 3634                   | 13600           | 13023     |